# Smartwings Hungary
Smartwings Hungary – węgierska linia lotnicza wykonująca połączenia czarterowe z siedzibą w Budapeszcie. Do grudnia 2018 działająca pod nazwą Travel Service Hungary. Powstała w 2001 jako siostrzana linia czeskiego przewoźnika Smartwings.

## Kierunki lotów
Przewoźnik wykonuje połączenia do następujących portów lotniczych:

### Afryka
Egipt
- Hurghada – Port lotniczy Hurghada
- Szarm el-Szejk – Port lotniczy Szarm el-Szejk
- Taba – Port lotniczy Taba

 Tunezja
- Dżerba – Port lotniczy Dżerba-Dżardżis
- Monastyr – Port lotniczy Monastyr

### Azja
Izrael
- Tel Awiw-Jafa – Port lotniczy Ben Guriona

### Europa
Bułgaria
- Burgas – Port lotniczy Burgas

 Cypr
- Larnaka – Port lotniczy Larnaka

 Grecja
- Heraklion – Port lotniczy Heraklion
- Korfu – Port lotniczy Korfu
- Kos – Port lotniczy Kos
- Rodos – Port lotniczy Rodos
- Zakintos – Port lotniczy Zakintos

 Hiszpania
- Ibiza – Port lotniczy Ibiza
- Las Palmas de Gran Canaria – Port lotniczy Gran Canaria
- Palma de Mallorca – Port lotniczy Palma de Mallorca
- Teneryfa – Port lotniczy Aeropuerto de Tenerife Sur

 Turcja
- Antalya – Port lotniczy Antalya
- Dalaman – Port lotniczy Dalaman

 Węgry
- Budapeszt – Port lotniczy Budapest Liszt Ferenc

## Flota

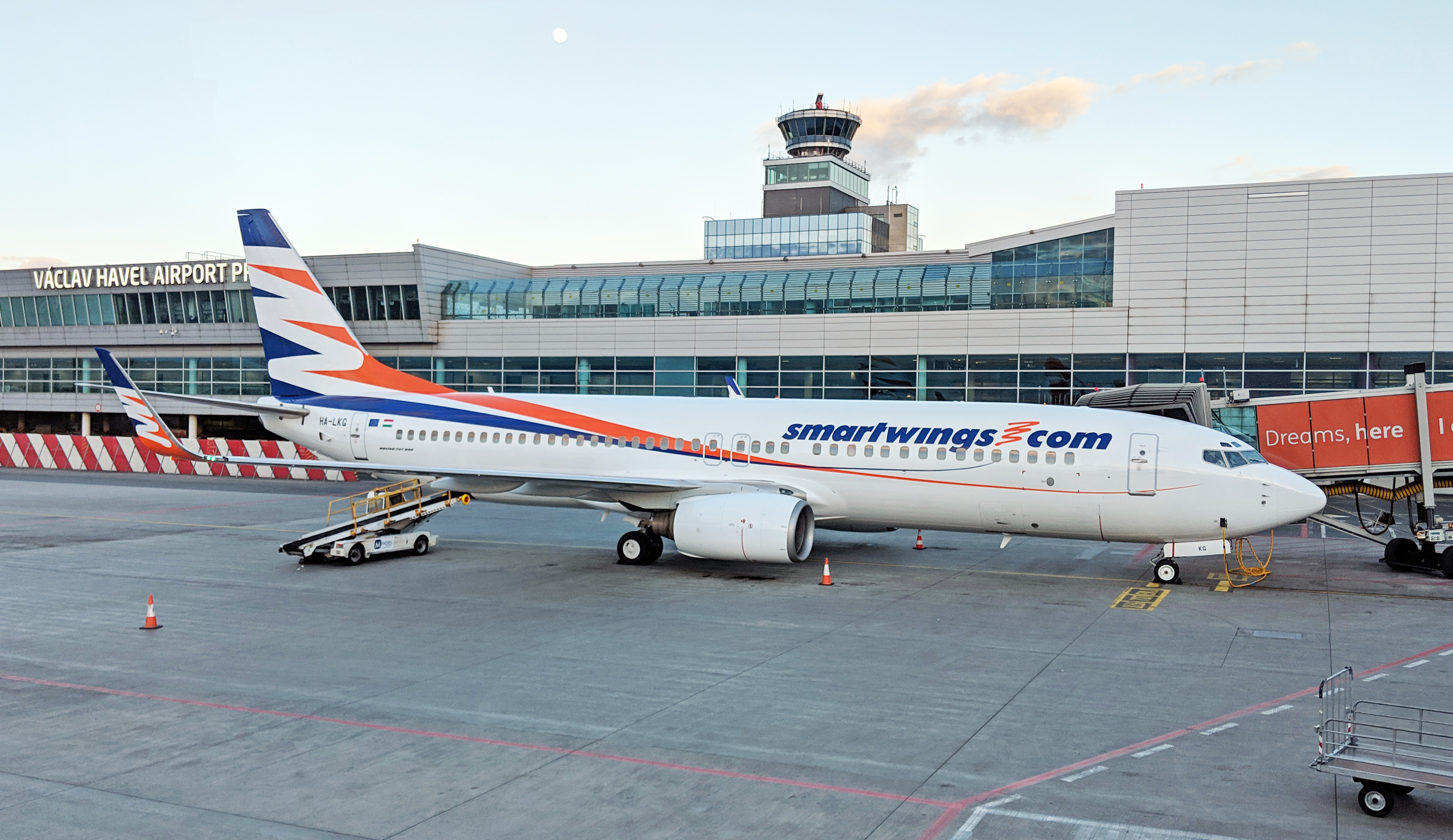
Boeing 737 na lotnisku w Pradze

Według stanu na listopad 2024 flota składała się z jednego samolotu:
| Samolot        | Samolot | Samolot   | Uwagi |
| Model          | Aktywne | Zamówione | Uwagi |
| -------------- | ------- | --------- | ----- |
| Boeing 737-800 | 1       | -         |       |
| Łącznie        | 1       | 0         |       |